# Федеральная служба по аккредитации
Федеральная служба по аккредитации (Росаккредитация) — федеральный орган исполнительной власти, осуществляющий функции по формированию единой национальной системы аккредитации и осуществляющий контроль за деятельностью аккредитованных лиц, а также уполномоченный федеральный орган исполнительной власти, осуществляющий функции национального органа Российской Федерации по аккредитации.
Обязательную проверку Федеральной службы по аккредитации также должны проходить эксперты по аккредитации областей проверок, реализуемых Росаккредитацией, а также технические эксперты.

## История
Федеральная служба по аккредитации была образована указом Президента РФ от 24 января 2011 года № 86 в целях повышения эффективности государственного управления в сфере аккредитации.

## Полномочия
Росаккредитация осуществляет следующие полномочия:
- проводит аккредитации;
- ведёт реестры;
- контролирует деятельность аккредитованных лиц.

## Руководство[5]

### Руководитель
- (с 17 ноября 2011 г., № 2038-р[6] — 10 июня 2016 № 1184-р)
- Херсонцев Алексей Игоревич (с 10 июня 2016 г. № 1185-р)
- Скрыпник Назарий Викторович (с 07 апреля 2020 г. № 914-р)
- Вольвач Дмитрий Валерьевич (с 08 июля 2025 г. №1831-р)

### Заместители руководителя
- Литвак Александр Геннадьевич (с 16 сентября 2016 года № 1949-р)
- Мальцев Олег Игоревич (с апреля 2017 года)
- Гоголев Дмитрий Владимирович
- Соловьёв Александр Александрович

## Структура[7]
- Управление административно-финансовой деятельности и развития информационных технологий
  - Отдел организации деятельности контрактной службы и материально-технического снабжения
  - Отдел финансов, бухгалтерского учёта и внутреннего аудита
  - Отдел делопроизводства, контроля и архива
  - Отдел информационных технологий
  - Отдел государственной службы и кадров
- Управление аккредитации
  - Отдел аккредитации в секторах экономики
  - Отдел аккредитации в области обеспечения единства измерений и менеджмента качества
- Контрольно-аналитическое управление
  - Отдел правового обеспечения
  - Отдел контроля за деятельностью аккредитованных лиц
  - Отдел обеспечения системы менеджмента
- Отдел защиты государственной тайны